# Comuna Korceakivka
Korceakivka (în ucraineană Корчаківка) este o comună în raionul Sumî, regiunea Sumî, Ucraina, formată din satele Cervonopraporne, Hrapivșciîna, Korceakivka (reședința) și Nova Sici.

## Demografie
Componența lingvistică a comunei Korceakivka
     Ucraineană (90,91%)
     Rusă (7,58%)
     Belarusă (1,17%)
Conform recensământului din 2001, majoritatea populației comunei Korceakivka era vorbitoare de ucraineană (90,91%), existând în minoritate și vorbitori de rusă (7,58%) și belarusă (1,17%).